# Alois Furtner (Geistlicher)
Alois Furtner (* 9. April 1936 in Pörndorf; † 9. September 2020 in Passau) war ein deutscher römisch-katholischer Prälat. Er war langjähriger Wallfahrtsrektor in Altötting, einem der bedeutendsten katholischen Wallfahrtsorte des deutschen Sprachraums.

## Leben
Alois Furtner studierte Philosophie und Theologie und empfing 1963 im Dom zu Passau die Priesterweihe. Er war zunächst Präfekt im Seminar St. Valentin und ab 1966 Subregens im Priesterseminar St. Stephan des Bistums Passau. 1968 wurde er Direktor des Kleinen Seminars St. Maximilian und 1970 des Priesterseminars St. Valentin. 1983 wurde er zum Mitglied im Domkapitel der Passauer Bischofskirche St. Stephan gewählt und war als Domkapitular bis 2006 tätig.

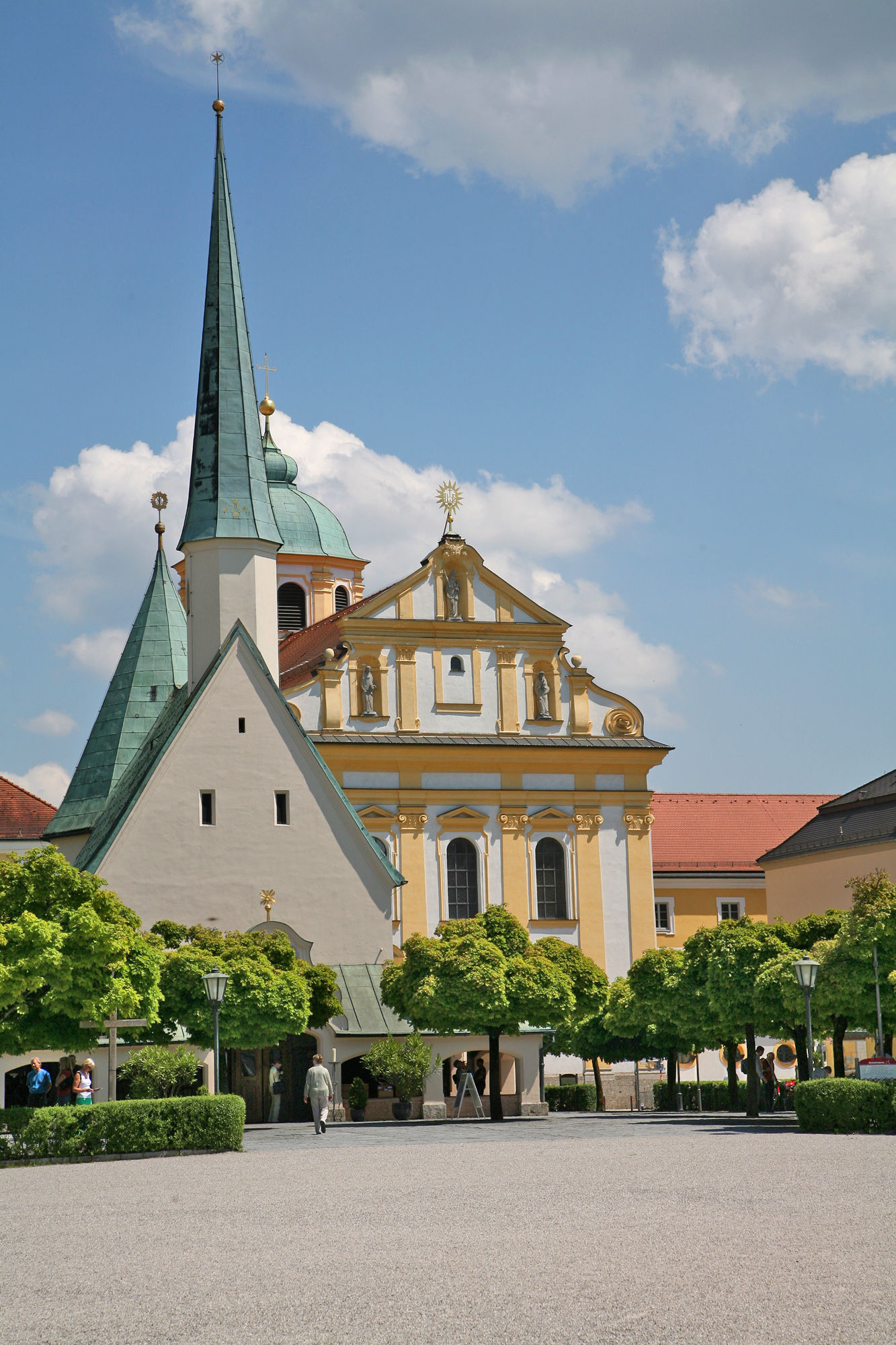
Gnadenkapelle (Wallfahrtsstätte) und St. Magdalena (barocke Wallfahrtskirche) in Altötting

Er war von 1992 bis 2008 Bischöflicher Administrator der Gnadenkapelle und Wallfahrtsrektor in Altötting sowie Diözesanpilgerleiter des Bistums Passau. Die Altöttinger Gnadenkapelle mit dem altverehrten Gnadenbild der Schwarzen Muttergottes gehört zu den meistbesuchten Wallfahrtsstätten Deutschlands und Europas. Im Innern der Gnadenkapelle werden die Herzen bayerischer Herrscher verwahrt. In seiner Amtszeit wurde die Generalrenovierung der Mirakeltafeln, die Renovierung des silbernen Gnadenaltars, die Außenrenovierung der Altöttinger Gnadenkapelle, die Erneuerung der Kapellorgel, die Renovierung des Goldenen Rössls durch das Bayerische Nationalmuseum, die Anpassung des Kapellzugangs für Rollstuhlfahrer sowie die Sanierung des Gnadenbildes Unserer Lieben Frau der Altöttinger Gnadenkapelle durchgeführt.
Furtner war Mitherausgeber des Altöttinger Liebfrauenboten, einer katholischen Wochenzeitung. Im September 2006 organisierte er den Besuch von Papst Benedikt XVI. in Altötting. Furtner führte viele Jahre das Altöttinger Marienwerk mit bundesweit über 100.000 Mitgliedern, das sich besonders für die Altöttinger Wallfahrt und für das bayerische Nationalheiligtum einsetzt.
Seit 2008 lebte er als Ruhestandgeistlicher und Spiritual im Priesterseminar St. Stephan und unterrichtete das Fach Spiritualität im Propädeutikum. Bereits 2004 wurde er von Papst Johannes Paul II. zum Päpstlichen Ehrenprälaten ernannt.